# Brian May
Brian Harold May, född 19 juli 1947 i Hampton, Borough of Richmond, London, är en brittisk musiker, låtskrivare och astrofysiker. Han är gitarrist i rockbandet Queen.
May bildade Queen 1970 tillsammans med sångaren Freddie Mercury och trummisen Roger Taylor. May hade tidigare spelat med Taylor i bandet Smile, under sin universitetstid. Inom fem år efter att gruppen bildats och man rekryterat basisten John Deacon, hade Queen blivit ett av världens största rockband i och med framgångarna med albumet A Night at the Opera och singeln "Bohemian Rhapsody". Från mitten av 1970-talet till början av 1990-talet hade Queen närapå en konstant närvaro på topplistor i Storbritannien och spelade på några av de största arenorna i världen, inklusive ett uppmärksammat framträdande på Live Aid 1985. Som medlem i Queen blev May sedd som en musikalisk virtuos och identifierades av ett distinkt sound genom sina gitarrmattor där han ofta använde sig av en egentillverkad gitarr vid namn Red Special. May skrev många hits för Queen, såsom "We Will Rock You", "I Want It All", "Fat Bottomed Girls", "Flash", "Hammer to Fall", "Save Me", "Who Wants to Live Forever" och "The Show Must Go On".
Efter att Mercury avlidit 1991 gjorde Queen ett långt uppehåll, bortsett från hyllningskonserten 1992, utgivningen av Made in Heaven (1995) och singeln "No-One but You (Only the Good Die Young)" (1997). Gruppen har varit alltmer aktiv med livekonserter sedan 2005 och använt sig av flera olika sångare. Radiostationen Planet Rock hade en omröstning 2005 där May utsågs till den sjunde bästa gitarristen genom tiderna. På likadana listor av Rolling Stone och Guitar World hamnade han på plats 26, respektive 2. 2001 invaldes May i Rock and Roll Hall of Fame and Museum som medlem i Queen och 2018 tilldelades bandet en Grammy Lifetime Achievement Award.
2005 tilldelades May Brittiska imperieorden av drottning Elizabeth II för sitt arbete inom musik och välgörenhet. May avlade doktorsexamen i astrofysik vid Imperial College London 2007 och var universitetskansler för Liverpool John Moores University mellan 2008 och 2013. Han var en "medarbetare inom vetenskapsteamet" för NASA:s New Horizons Plutouppdrag. Han är också en av grundarna av medvetenhetskampanjen Asteroid Day. Asteroiden 52665 Brianmay uppkallades efter honom. May är också djurrättsaktivist och arbetar mot jakt på rävar och utrotningen av grävlingar i Storbritannien. May adlades år 2023 av kung Charles III av Storbritannien.

## Biografi

### Musikkarriär
Innan May blev medlem i Queen, spelade han gitarr i rockbandet Smile tillsammans med Roger Taylor. Tillsammans med sin far byggde han sin gitarr Red Special av bland annat ett ekbord. Gitarren är inte den enda custombyggda komponenten i hans rigg. Även hans berömda treble boost-enhet byggde han själv och Queens basist John Deacon byggde Mays 10 W-förstärkare (bland annat av en bilstereo). Förstärkaren kallas Deacy efter sin konstruktör.
May har givit ut två soloalbum: Back to the Light (1992) och Another World (1998). May medverkade 1996 i arbetet med operan Pinocchio av Steve Baron och skrev 1999 ledmotivet till den franska filmen Furia. May spelade gitarr i öppningsmusiken för de olympiska vinterspelen 2002.
Mellan 2004 och 2009 turnerade May och Taylor med Paul Rodgers under namnet Queen + Paul Rodgers. 2011 turnerade May och Taylor igen, denna gång med Adam Lambert som Queen + Adam Lambert.

### Vetenskaplig karriär
När Queen bildades, studerade May fysik vid Imperial College London och avlade kandidatexamen med hederstiteln Associate of the Royal College of Science och betyget "Upper third-Class Honours" (det nästnäst högsta). Han fortsatte med forskarstudier inom astronomi kring reflekterat ljus från interstellärt stoft och stofts hastighet i solsystemets plan. Eftersom Queen då hunnit bli kända och framgångsrika, gjorde han ett avbrott i sin akademiska karriär. May hade då medförfattat ett par artiklar för sin doktorsavhandling baserade på egna observationer på Teneriffa. År 2002 fick han en hedersdoktorsutmärkelse av Hertfordshire University. Han har även medförfattat en bok om universums historia: Bang! – The Complete History of the Universe, publicerad oktober 2006. 
I oktober 2007, mer än 30 år efter det att han påbörjade sina forskarstudier, fullbordade han sin doktoravhandling om Doppler-fenomen i zodiakljus. Han promoverades i Royal Albert Hall den 14 maj 2008. 
Den 17 november 2007 blev May utnämnd till universitetskansler för Liverpool John Moores University, som efterträdare till Cherie Blair. Han installerades 2008.

### Privatliv
May har tre barn med sin ex-fru Christine Mullen. 
Brian May använde aldrig droger, rökte inte och drack sällan till skillnad från många rockstjärnor, exempelvis hans bandkamrater Freddie Mercury, Roger Taylor och John Deacon. Under slutet av 1980-talet drabbades May av depression och funderade på självmord på grund av att under en kort tid hade han skiljts från sin fru, hans far hade dött och Queen hade slutat turnera på grund av Mercurys sjukdom. 
May är sedan många år vegetarian och gifte sig med skådespelerskan Anita Dobson 2000.

## Diskografi
| Solo Studioalbum - 1992 – Back to the Light - 1998 – Another World - 2000 – Furia (Soundtrack) | EP - 1983 – Star Fleet Project Livealbum - 1993 – Live at the Brixton Academy |